# كتيبة الأبطال
Company of Heroes -سرية الابطال-
سرية الأبطال هي لعبة فيديو من نوع الاستراتيجي في الوقت الحقيقي من إنتاج شركة Relic Entertainment, تم اصدارها في 19 أيلول عام 2006 وكانت أول لعبة تستعمل شعار Games for Windows .
تم إصدار توسيعة مستقلة للعبة باسم opposing fronts في 25 أيلول عام 2007 .وفي نيسان عام 2009 تم إصدار توسيعة ثانية للعبة باسم tales of valor .
في 1 آذار عام 2012 تم إصدار نسخة من اللعبة -مع التوسيعتين- تعمل على أجهزة الماك.
حصلت اللعبة على أعلى تقييم «للالعاب الاستراتيجة في الوقت الحقيقي» من مجلة PC magazine PC gamer , وأيضا العديد من الجهات الأخرى منحت هذه اللعبة اعلى تقييم لهذا النوع من الألعاب.
تدور أحداث اللعبة في الحرب العالمية الثانية، ففي طور اللعب الفردي يقوم اللاعب بالتحكم بقوتين من الجيش الأمريكي في «معركة نورماندي» وفي «معركة الحلفاء لتحرير فرنسا», ففي بعض المهام يتحكم اللاعب بالكتيبة 29 التابعة للفوج 116 مشاة، وفي مهام أخرى يتحكم بالكتيبة 101 مظلي.
تم بيع أكثر من 4 ملايين نسخة من اللعبة حتى كانون الأول من عام 2013 .

## روابط خارجية
- كتيبة الأبطال على موقع IMDb (الإنجليزية)